# Homer contre New York
Vous lisez un « bon article » labellisé en 2013.
Homer contre New York (en version québécoise et française, ou The City of New York vs. Homer Simpson en version originale) est le premier épisode de la neuvième saison de la série télévisée d'animation Les Simpson. Il est diffusé pour la première fois aux États-Unis le 21 septembre 1997 sur le réseau de la Fox. Dans cet épisode, la famille Simpson part pour Manhattan afin de récupérer la voiture familiale, abandonnée par Barney Gumble aux abords du complexe du World Trade Center. Arrivée à New York, la famille visite la ville pendant qu'Homer attend à proximité de sa voiture l'arrivée d'un agent qui lui enlèvera le sabot immobilisant le véhicule. Ratant l'agent chargé de débloquer sa voiture, il décide de rouler avec le sabot et, réussissant finalement à l'ôter de la roue, roulera dans Central Park afin d'y retrouver sa famille et quitter la ville.

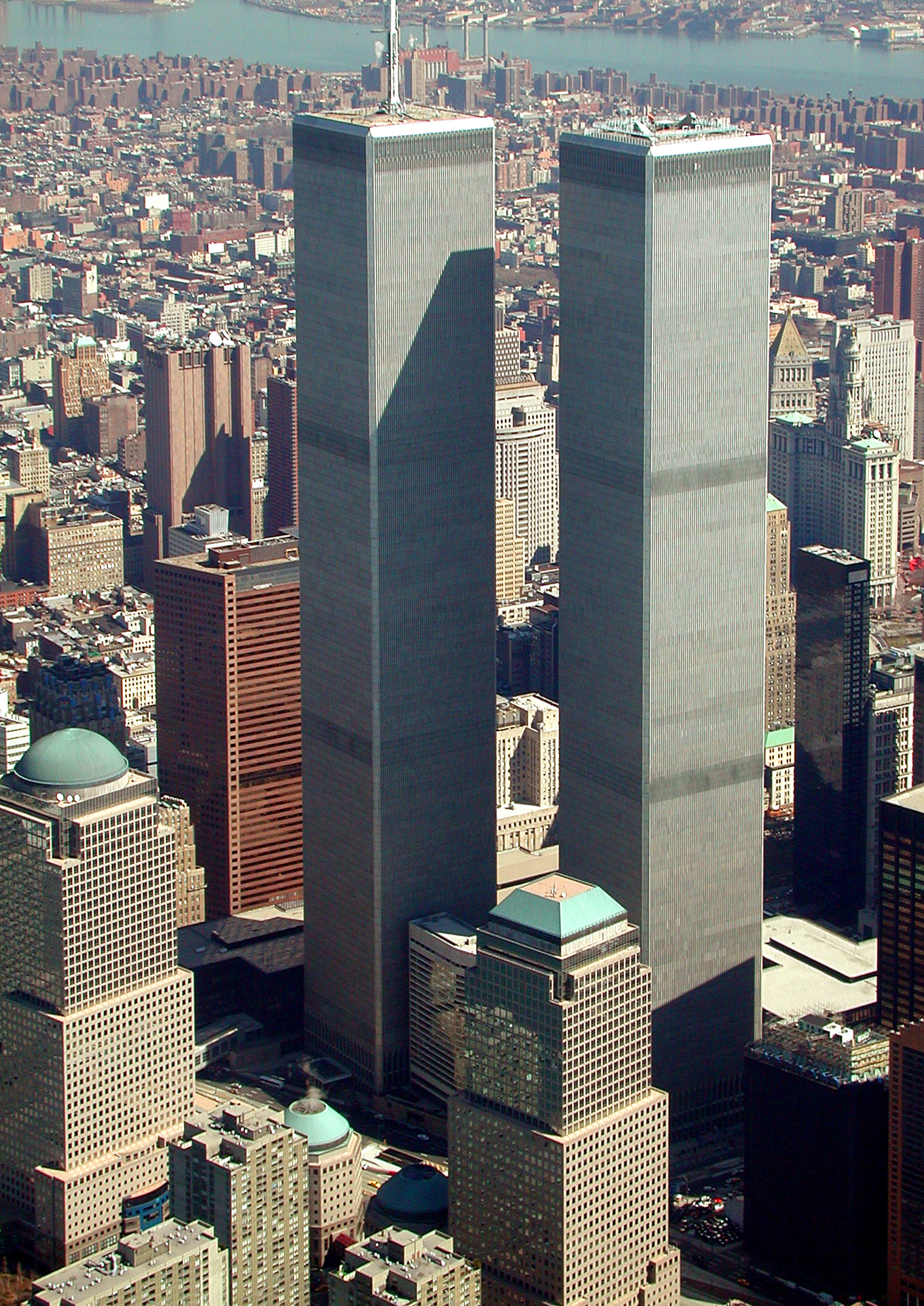
Le World Trade Center.

Le scénariste Ian Maxtone-Graham est intéressé par l'idée de faire un épisode dans lequel la famille Simpson voyagerait dans la ville de New York afin d'y récupérer sa voiture. Les producteurs Bill Oakley et Josh Weinstein suggèrent à l'auteur que l'histoire se déroule aux alentours du World Trade Center, symbole mondialement connu de la ville. Du fait de la volonté de réaliser une réplique fidèle de la ville, la réalisation de l'épisode a pris beaucoup plus de temps que celle d'un épisode classique. Après sa diffusion, l'épisode reçoit des critiques globalement positives, et est classé par certains médias parmi les meilleurs épisodes des Simpson. Après les attentats du 11 septembre 2001, l'épisode a été temporairement retiré du circuit de distribution et de diffusion.

## Contenu

### Synopsis

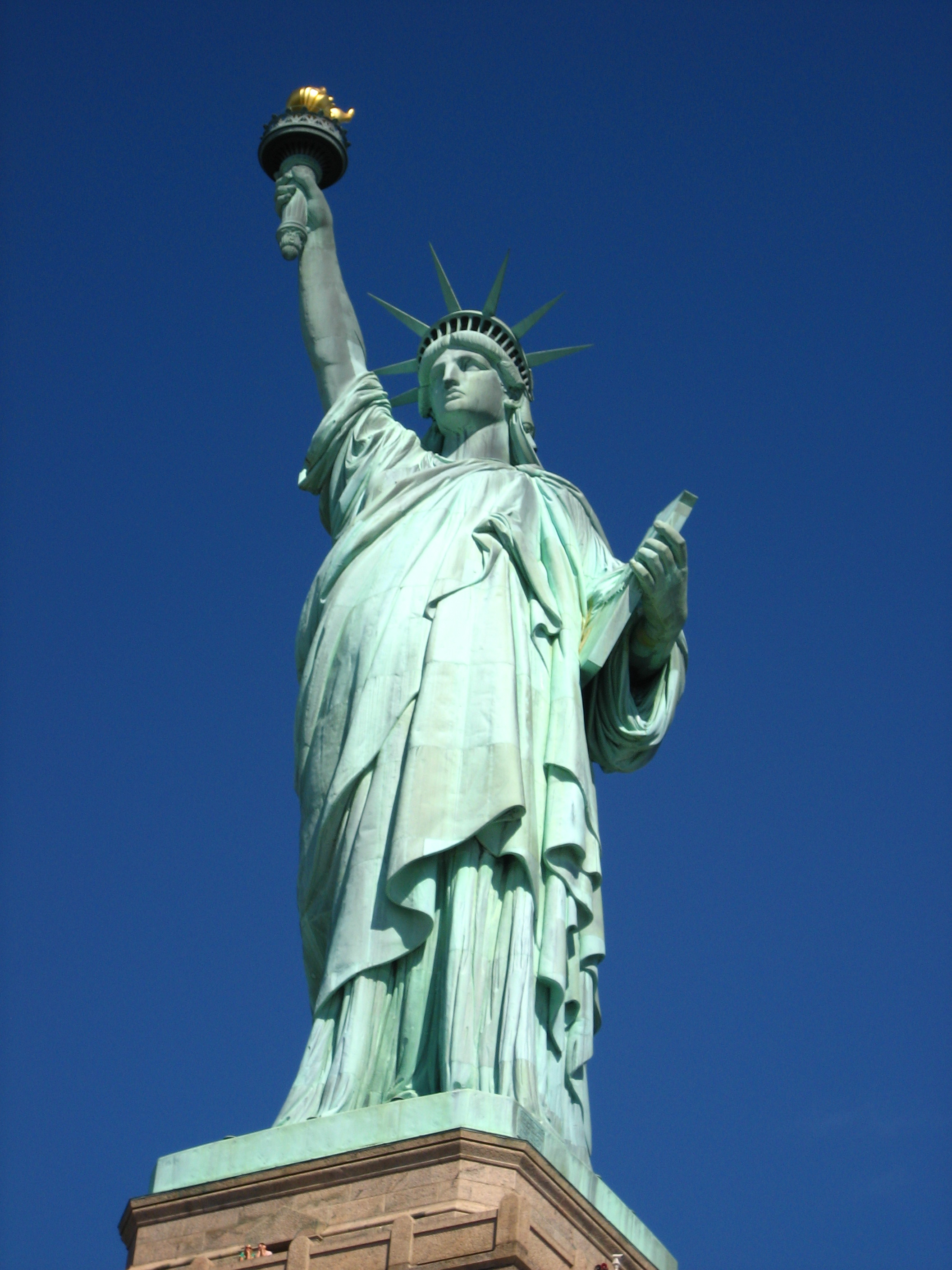
New York est le thème principal de l'épisode et la statue de la Liberté y est présente.

Après quelques accidents, dans sa taverne, Moe oblige ses piliers de bar à désigner entre eux un conducteur qui devra rester sobre pendant toute la soirée. Pour se départager, un tirage au sort est improvisé et Barney perd après avoir tiré un œuf noir. Duffman arrive au bar et Barney réussit à grand-peine à résister à la tentation malgré le verre géant qu'on lui offre. Après avoir déposé Homer, Carl et Lenny chez eux, en plein désarroi, il disparaît sans crier gare avec la voiture d'Homer pendant deux mois.
Peu après, Homer reçoit une lettre de la ville de New York l'avertissant que sa voiture est illégalement garée au pied du World Trade Center. Toute sa famille l'accompagne donc pour tenter de récupérer le véhicule, même si cette idée déplaît à Homer car il a un mauvais souvenir de New York, ses pickpockets entre autres. Il a aussi eu une mauvaise expérience avec Woody Allen alors qu'il était jeune.
Homer doit attendre à proximité de sa voiture l'arrivée d'un agent qui enlèvera le sabot immobilisant le véhicule. Celui-ci doit passer entre 9 h et 17 h. Malheureusement, après avoir rencontré un vendeur hongrois de Kosh Kalash et bu des litres de jus de crabe, il est pris d'une violente envie d'uriner et quitte son poste pendant moins de deux minutes. Comme les toilettes de la première tour sont fermées, il doit se rendre à celles de la seconde tour. Mais pendant qu'il y est, il se rend compte que l'agent est arrivé et que ce dernier lui colle finalement une contravention.
Très énervé et embêté, Homer décide de partir avec sa voiture, bien que le sabot y soit encore fixé. Il traverse toute la ville de New York, furieux, tout en endommageant son véhicule. Après avoir causé un embouteillage sur la route, il prend un marteau-piqueur afin de retirer le sabot. Pendant ce temps le reste de la famille passe du bon temps à New York, allant de la statue de la Liberté à Chinatown, tout en passant par Broadway et Little Italy. Homer tente alors de les retrouver pendant qu'ils sont dans un cab à Central Park. La famille au complet embarque finalement dans la voiture endommagée,,.

### Classement et récompenses

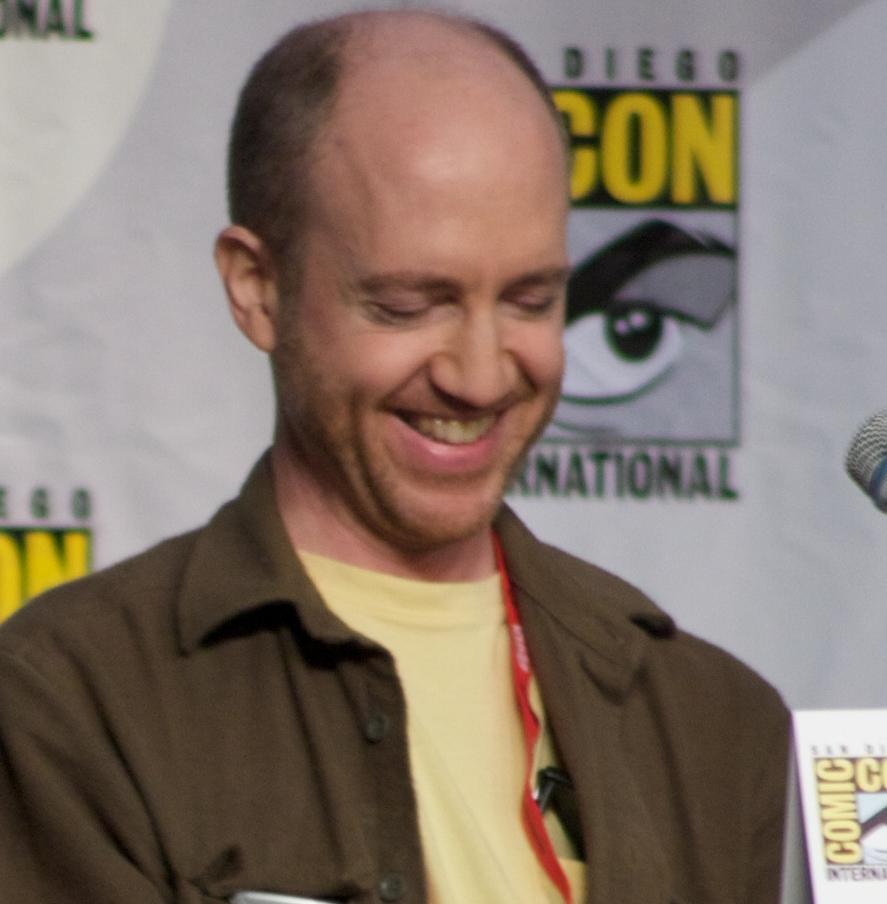
La chanson You're Checkin' In, écrite par Ken Keeler, remporte deux récompenses en 1998.